# Phygadeuon unicinctus
Phygadeuon unicinctus là một loài tò vò trong họ Ichneumonidae.